# Scytodes major
Scytodes major är en spindelart som beskrevs av Simon 1886. Scytodes major ingår i släktet Scytodes och familjen spottspindlar. Inga underarter finns listade i Catalogue of Life.